# The World Is a Thorn
The World Is a Thorn es el quinto álbum de estudio del grupo estadounidense de metal alternativo Demon Hunter, lanzado en 2010.
El álbum fue nominado al GMA Dove Awards al Álbum de Rock del Año, mientras que su versión de lujo fue nominada al Recorded Music Packaging en la 42ª edición de los Premios GMA Dove.
La canción «Collapsing» apareció en la banda sonora del videojuego Killing Floor 2 en 2015.

## Listado de canciones
| LP original |                             |              |          |  |
| N.º         | Título                      | Música       | Duración |  |
| 1.          | «Descending Upon Us»        | Demon Hunter | 5:30     |  |
| 2.          | «Lifewar»                   | Demon Hunter | 1:52     |  |
| 3.          | «Collapsing»                | Demon Hunter | 3:38     |  |
| 4.          | «This Is the Line»          | Demon Hunter | 3:59     |  |
| 5.          | «Driving Nails»             | Demon Hunter | 4:06     |  |
| 6.          | «World Is a Thorn»          | Demon Hunter | 2:35     |  |
| 7.          | «Tie This Around Your Neck» | Demon Hunter | 3:29     |  |
| 8.          | «Just Breathe»              | Demon Hunter | 3:55     |  |
| 9.          | «Shallow Water»             | Demon Hunter | 3:43     |  |
| 10.         | «Feel as Though You Could»  | Demon Hunter | 3:53     |  |
| 11.         | «Blood in the Tears»        | Demon Hunter | 4:49     |  |
| 38:49       |                             |              |          |  |

## Créditos
| - Christian Älverstam — Voz - Chris Carmichael — Instrumentos de cuerda - Matt Carter — Ingeniero - Jeff Carver — A&R - Ryan Clark — Voz - Demon Hunter — Compositor - Jonathan Dunn — Bajo - Brandon Ebel — Productor - Elliot Sprinkle — Teclados - Troy Glessner — Máster - Ryan Helm — Guitarra | - Patrick Judge — Voz - Jerad Knudson — Fotografía - Mark Lewis — Mezcla - Ronn Miller — Mezcla - Aaron Mlasko — Batería - Dave Peters — Voz - Aaron Sprinkle — Productor - Björn Strid — Voz - Jason Suecof — Mezcla - Yogi Watts — Batería |